# Gacy
Pour plus de détails, voir Fiche technique et Distribution.
Gacy est un film américain de Clive Saunders sorti en 2003. C’est un film biographique-dramatique dont l’histoire est basée sur la vie de John Wayne Gacy.

## Synopsis
John Wayne Gacy est un citoyen modèle, apprécié de tous. Employé consciencieux, voisin attentionné, il ne rate jamais une occasion d'organiser une fête pour ses amis ou de se déguiser en clown pour amuser les enfants. Mais derrière cette façade trop idéale se cache un monstre. Gacy a tué 30 personnes, dont la plupart sont enterrés autour de sa maison. La police enquête, accumule les indices, se rapproche du tueur. Lorsque Gacy est arrêté, l'Amérique plonge dans l'horreur.

## Fiche technique
- Titre original : Gacy
- Titre français : Gacy
- Réalisation : Clive Saunders
- Scénario : Clive Saunders, David Birke
- Direction artistique : Ian Phillips
- Décors : Benjamin Edelberg, Eric Larson
- Costumes : Oneita Parker
- Montage : Jeff Orgill, Chryss Terry
- Musique : Mark Fontana, Erik Godal
- Société de distribution : Lions Gate Film
- Pays d’origine :  États-Unis
- Langue : anglais
- Genre : Drame, biographie, horreur et thriller
- Durée : 88 minutes
- Dates de sortie :
  - États-Unis et Canada : 13 mai 2003
  - France : 14 janvier 2005

Film interdit aux moins de 18 ans lors de sa sortie et interdit aux moins de 16 ans aujourd'hui.

## Distribution
- Mark Holton : John Wayne Gacy, Jr.
- Adam Baldwin : John Gacy, Sr.
- Charlie Weber : Tom Kovacs
- Allison Lange : Gretchen
- Edith Jefferson : Mother Gacy
- Joleen Lutz : Kara Gacy